# ألفيتو
ألفيتو، (بالإنجليزية: Alvito)، هي مدينة و(بلدية) في وسط إيطاليا، في مقاطعة فروزينوني، جنوب روما، في منطقة لاتسيو. يتم تضمين أراضيها في: أبروتسو، ولاتسيو، وموليز، الحديقة الوطنية.

## السكان
في سنة 1861 بلغ عدد السكان 3٬822 نسمة، وتطور العدد ليصل في سنة 2011 لـ 2٬852 نسمة.
يظهر هذا المخطط البياني تطور النمو السكاني لـ ألفيتو